# Sinrom
Sinrom (em hebraico: שמרון) foi uma grande cidade no norte da Terra de Israel, na Antiguidade. Sinrom é mencionada na Bíblia com esse nome, e em fontes de outros períodos como Shim'on. A cidade é identificada com um tel chamado Tel Samunia em árabe. O tel eleva-se a 60 metros acima do seu entorno, nordeste do moshav Nahalal, na fronteira entre a Baixa Galiléia e o vale de Jezreel. Hoje o tel não estabelecido, Timrat foi criado ao lado, para o leste.